# Luigi Arborio Mella di Sant'Elia
Luigi Arborio Mella conte di Sant'Elia (Sassari, 2 dicembre 1873 – Alghero, 26 giugno 1955) è stato un nobile e politico italiano.

## Biografia
Figlio di Don Alessandro Arborio Mella conte di Sant'Elia (1838-1911), governatore militare di Sassari, e di Maria Serra Boyl di Putifigari (1848-1924), a soli venticinque anni era il Gran Maestro delle Cerimonie di Corte di Vittorio Emanuele III e confidente della regina Margherita di Savoia; partecipò alla prima guerra mondiale con il grado di maggiore. Sposò la nobildonna inglese Rosamund Marke Wood, dama di palazzo della regina Elena di Savoia. Fu deputato al Parlamento d'Italia per le legislature XXV e XXVI.
Il 12 ottobre 1939 venne nominato senatore nella XXX legislatura del Regno d'Italia e fu membro della commissione dei lavori pubblici e delle comunicazioni dal 1940 al 1943. Con l'invasione tedesca e la costituzione della Repubblica Sociale Italiana fu costretto a fuggire nella Città del Vaticano sotto la protezione di papa Pio XII. Suo fratello Alberto fu governatore del Conclave e maestro di Camera dei pontefici Pio XI e Pio XII. Dopo la caduta del fascismo si ritirò a vita privata, appoggiando il Partito Nazionale Monarchico, senza però mai candidarsi ad elezioni.
Dopo la fine della guerra, come tutti i senatori nominati nel 1939, fu deferito all'Alta Corte di Giustizia per le Sanzioni contro il Fascismo, che ne dispose la decadenza da senatore: impugnò tale decisione davanti alla Corte di Cassazione, la quale riconobbe che (nel suo caso come in pochi altri) la sua nomina era dovuta ai legami con la Casa Reale e non ad un supporto attivo al regime fascista e lo reintegrò come senatore.